# Snipex T-Rex
Snipex T-Rex — крупнокалиберная снайперская винтовка украинского производства.

## История
Демонстрационный образец винтовки частной компании «ХАДО-Холдинг» из Харькова был впервые представлен в октябре 2017 года на XIV Международной специализированной выставке «Оружие и безопасность 2017» в Киеве.
В декабре 2020 г. принята на вооружение ВС Украины.

## Конструкция
Однозарядная винтовка, собранная по схеме булл-пап, с продольно-скользящим поворотным затвором с 13 боевыми упорами. Во время зарядки патрон вкладывается в окно ствольной коробки при открытом затворе.
Винтовка сконструирована с учётом всех требований к оружию для высокоточной стрельбы. Плавающий ствол в момент вылета пули находится в свободном откате. Винтовка демонстрирует приемлемый уровень отдачи во время выстрела. Отдача гасится благодаря действию изолятора отдачи короткого хода, а также за счет дульного тормоза-компенсатора, эластичного многослойного затыльника и оптимально сбалансированного веса.
Предохранительные устройства: кнопка-предохранитель и предохранительный спуск курка.
Винтовка подходит для стрельбы с упором как в правое, так и в левое плечо. Она имеет регулируемый по высоте упор для щеки, который можно переустановить на правую или левую сторону. Винтовка имеет сошки и регулируемую заднюю опору, что предусматривает возможность точной настройки под стрелка.
Винтовка оснащена планкой Пикатинни с уклоном 50 МОА, на которую можно установить разнообразные прицелы.

## Характеристики
- Нарезы/твист: 8/16,5"
- Планка Пикатинни: верхняя Mil standard

## На вооружении
- Принята на вооружение ВС Украины